# U-631
Unterseeboot 631 foi um submarino alemão do Tipo VIIC, pertencente a Kriegsmarine que atuou durante a Segunda Guerra Mundial.

## Comandantes
| Comandante          | Data                                        |
| ------------------- | ------------------------------------------- |
| Oblt. Jürgen Krüger | 16 de julho de 1942 - 17 de outubro de 1943 |

## Subordinação
Durante o seu tempo de serviço, esteve subordinado às seguintes flotilhas:
| Período                                      | Flotilha                                  |
| -------------------------------------------- | ----------------------------------------- |
| 16 de julho de 1942 - 31 de dezembro de 1942 | 5. Unterseebootsflottille (treinamento)   |
| 1 de janeiro de 1943 - 17 de outubro de 1943 | 9. Unterseebootsflottille (serviço ativo) |

## Operações conjuntas de ataque
O U-631 participou das seguinte operações de ataque combinado durante a sua carreira:
- Rudeltaktik Falke (28 de dezembro de 1942 - 19 de janeiro de 1943)
- Rudeltaktik Landsknecht (19 de janeiro de 1943 - 28 de janeiro de 1943)
- Rudeltaktik Stürmer (11 de março de 1943 - 20 de março de 1943)
- Rudeltaktik Seewolf (21 de março de 1943 - 30 de março de 1943)
- Rudeltaktik Meise (11 de abril de 1943 - 27 de abril de 1943)
- Rudeltaktik Rossbach (27 de setembro de 1943 - 9 de outubro de 1943)
- Rudeltaktik Schlieffen (14 de outubro de 1943 - 17 de outubro de 1943)